# トーニオ・クレーガー
『トーニオ・クレーガー』（Tonio Kröger）は、トーマス・マンの中編小説（短編小説と解説される場合もあり）。1903年発表。「トニオ・クレーゲル」「トニオ・クレエゲル」「トニオ・クレーガー」と表記している本もある。

## あらすじ
舞台は20世紀初頭の北ドイツの町リューベック。裕福な商人の息子であるトーニオ・クレーガーは、文学趣味を持つ少年である。北ドイツ的な堅実な気質の父の血と並んで、芸術家的な気質を持つイタリア出身の母の血を受け継いでいたからだった。そのため、堅実で実務的な家庭の少年が多いギムナジウムの中では浮いた存在であった。
ある日、同級生の中で好意を寄せていたハンスと帰り道に一緒に散歩をするが、互いの趣味や性格の相違を痛感するだけに終わる。数年後、ダンスの練習をする中でインゲという少女を好きになるが、同じ結果に終わる。
やがて父は死に、母は再婚して町を去る。トーニオは様々な過程をへて、作家として名が知られるようになり、南ドイツのミュンヘンに居を構える。そこで知り合ったリザヴェータという女流画家を相手に、作家という芸術家でありながら父のような市民気質を捨てきれない自分の矛盾を打ち明けると、「あなたは（芸術家ではなく）普通の市民に過ぎない」「少しだけ判決をゆるめて上げましょうか。あなたは道に迷った市民なんです」と宣告される。
ほどなくトーニオは北に向けて旅に出る。故郷リューベックに立ち寄ると、昔自分が住んでいた家は図書館になっており、加えてホテルでは指名手配中の詐欺師と間違えられてしまう。
さらに北に向かう彼は、デンマークの海岸部に長期滞在する。そんなある日、かつて思いを寄せた少年と少女、すなわちハンスとインゲと同タイプのカップルに出会い、改めて市民気質を捨てきれない自分のあり方を確認して、リザヴェータに手紙を書く。その中で、自分はあくまで市民気質を保ちながらもっといい作品を書いていくつもりだと誓う。

## 創作過程、評価、影響
当初『文学』という直截的なタイトルを予定されていたこの小説は、長編小説『ブッデンブローク家の人々』を完成した直後、自分が文学者としてどうあるべきか真摯に思い悩んでいたトーマス・マン自身の告白的な作品であった。作中のハンスには、マンが少年時代に憧れていたアルミン・マルテンスの面影があると言われており、また執筆の数年前から執筆時にかけて、パウル・エーレンベルクという青年と恋愛に近い友情関係にあったことも見逃せない成立要因と考えられている（なお、刊行2年後にマンは結婚している）。一方、「市民」の立場から批判的に扱われている「芸術家」の造形や定義は、世紀末からヨーロッパに流行していたニーチェ主義に染まり耽美主義的な作品を書いていた兄ハインリヒ・マンを意識していた側面が強い。
マン自身はこの作品を後々まで、自分の心情に最も近いものとして認めていた。
また、マンより8歳年下にあたるフランツ・カフカがこの作品を愛読したのを初め、同時代や若い世代の作家に多大な影響を与えている。
日本では、三島由紀夫や北杜夫がこの作品から影響を受けたと語っている。北杜夫は辻邦生からこの作品を紹介され、自身の筆名の由来となった（トニオ→杜二夫→杜夫）。

## 映像化
1964年に西ドイツとフランスの合作で映画化されている。

## 日本語訳（文庫版）
- 植田敏郎訳 『トーニオ・クレーガー（他）ヴェニスに死す』旺文社文庫、1970年、表記はトーマス・マン
- 高橋義孝訳 『トニオ・クレーゲル　ヴェニスに死す』新潮文庫、改版2012年
- 平野卿子訳 『トーニオ・クレーガー　他一篇』河出文庫、2011年。他は「マーリオと魔術師」
- 浅井晶子訳 『トニオ・クレーガー』光文社古典新訳文庫、2018年
- 小黒康正訳 『トーニオ・クレーガー』岩波文庫[2]、2025年6月